# Aleksandr Aver'janov
Aleksandr Nikolaevič Aver'janov (in russo Александр Николаевич Аверьянов?; Vladivostok, 20 dicembre 1947 – 15 giugno 2021) è stato un calciatore e allenatore di calcio sovietico, dal 1991 russo, di ruolo centrocampista o attaccante.

## Biografia
Anche suo figlio Aleksandr Aleksandrovič Aver'janov è un ex calciatore professionista. Muore il 15 giugno 2021 all'età di 72 anni.